# إس تي سي السعودية
شركة stc السعودية (بالإنجليزية: stc KSA)؛ وأيضاً باسم: شركة الاتصالات السعودية (بالإنجليزية: Saudi Telecom Company) هي شركة مساهمة (مجموعة) جديدة. ويمتلك صندوق الاستثمارات العامة حصة قدرها 64% في stc التي تقدم مجموعة متنوعة من خدمات الاتصالات والإنترنت والبيانات وخدمات المعلومات، بالإضافة إلى ، حلول تقنية من بينها انترنت الاشياء ومراكز البيانات وفي عام 2019، وتم تغيير أسماء فروعها في البحرين والكويت لتصبح stc الكويت وstc البحرين. وتم طرح أسهم مجموعة stc في تداول السعودية تحت الرمز ”7010“.

## تاريخ الشركة
تأسسـت مجموعة stc (شركة الاتصالات السعودية) كشركة مساهمة سعودية بموجب المرسوم الملكي رقم م/35 بتاريخ 24 ذو الحجة 1418هـ (الموافق 21 أبريل 1998م) والذي قضى بتحويل قطاع البرق والهاتف بوزارة البرق والبريد والهاتف "وزارة الاتصالات وتقنية المعلومات حاليا" مع مختلف مكوناته وإمكانياته الفنية والإدارية إلى stc، وطبقا لقرار مجلس الوزراء السعودي رقم 213 بتاريخ 23 ذو الحجة 1418 هـ (الموافق 20 أبريل 1998م) بدأت stc عملها بتوفير خدمات الاتصالات على نطاق المملكة العربية السعودية في 6 محرم 1419هـ (الموافق 2 مايو 1998)، كما حصلت على سجلها التجاري رقم 1010150269 كشركة مساهمة سعوديةبتاريخ 4 ربيع الأول1419 هـ (الموافق 29 يونيو 1998م)، وكانت stc مملوكة بالكامل لحكومة المملكة العربية السعودية، وبموجب قرار مجلس الوزراء السعودي رقم 171 بتاريخ 2 رجب 1423هـ (الموافق 9 سبتمبر 2002م)، قامت الحكومة بطرح 30% من أسهمها في سوق الاسهم السعودية، وتم تخصيص 20% من الأسهم المكتتبة للمواطنين السعوديين بصفتهم الشخصية وتخصيص 5% للمؤسسة العامة للتأمينات الاجتماعية وتخصيص 5% أخرى للمؤسسة العامة للتقاعد.
عام 2003 قامت stc بتقديم خدمة DSL.عام 2005 طرحت stc شبكة الجوال 3G و3.5G، ووصل عدد عملائها الى 10 مليون.
```
في 11 أبريل 2006، وافقت شركة  stc على زيادة رأس المال من من 15 مليار ريال سعودي الى 20 مليار ريال.سعودي.
[
11
]
```

عام 2007 وسعت stc عملياتها عالميًا لتشمل إندونيسيا والهند من خلال الاستحواذ على حصص في MAXIS Communications كما فازت stc بالرخصة الثالثة للجوال في الكويت.
عام 2008 تم الاستحواذ على حصص في Oger، كما تم بدء التشغيل في اندونيسيا تحت إسم AXIS.
عام 2009 فازت stc بالرخصة الثالثة للجوال في مملكة البحرين.
عام 2011 استحوذت stc على حصة 60% في Sale Communication والتي تسمى الآن "Channels"، وزادت حصتها في AXIS Indonesia وIntigral، واطلقت خدمات IPTV في المملكة العربية السعودية.
عام 2012 طرحت stc خدمة الانترنت عبر الالياف البصرية في المملكة العربية السعودية وتم توصيلها لأكثر من 500 ألف منزل.
عام 2013 أسست stc شركة "عقالات".
عام 2014 طرحت stc برنامج صكوك بقيمة 5 مليار ريال سعودي (المجموعة الأولى كانت بقيمة 2 مليار ريال سعودي) ، وكذلك استحوذت على شركة الاتصالات العامة "برافو" التي تسمى الآن "specialized".
عام 2015 تحولت stc الى شركة رائدة في تقنية الاتصالات والمعلومات ICT في المنطقة، كما وضعت سياسة توزيع الأرباح لمساهمي الشركة.
عام 2016 رفعت stc حصتها في "stc الكويت" إلى 51.8%، كما رفعت حصتها في شركة Sale Communication والتي تسمى الآن "Channels" إلى 100%.
عام 2017 أطلقت stc برنامج مسرعة الأعمال InspireU، وصُنفت stc كأعلى سمة تجارية قيمة في المملكة العربية السعودية، كما أنشأت صندوق الاستثمار STV برأس مال 500 مليون دولار ، وكذلك أنشأت stc "الشركة السعودية للمدفوعات الرقمية" (stc Pay) والتي تسمى الآن "stc Bank".
عام 2018 أعلنت stc عن سياسة توزيع الأرباح الجديدة، وإطلاق استراتيجية "تجرأ2.0 " التي تتماشى مع تطلعات رؤية السعودية 2030 لإنشاء اقتصاد رقمي مزدهر في المملكة والمنطقة على نطاق أوسع.
عام 2019 أطلقت stc شعارها الجديد، وأنشأت شركة أبراج الاتصالات "Tawal"، كما أطلقت خدمات 5G، كما تم طرح برنامج الصكوك الدولية بقيمة 5 مليار دولار، وتم استحواذ شركة أوبر على شركة كريم (التي تمتلك فيها stc حصة مباشرة قدرها 8.8% وحصة غير مباشرة قدرها 9.3%).
عام 2020 حصلت stc على أعلى تصنيف ائتماني من وكالة سمة "Tassnief" وتم بيع حصة 15% في "الشركة السعودية للمدفوعات الرقمية" (stc Pay) والتي تسمى الآن "stc Bank". إلى ويسترن يونيون بقيمة 750 مليون ريال سعودي (200 مليون دولار أمريكي).كما أنشأت stc الشركة المتقدمة للتقنية والأمن السيبراني "sirar".
عام 2021، حصلت stc pay على ترخيص للخدمات البنكية الرقمية وعليه تم تغيير مسماها الى "stc Bank"، وكما تم طرح ما نسبته 20% من رأس مال الشركة العربية لخدمات الإنترنت والاتصالات "solutions" التابعة لـ stc للاكتتاب العام الأولي، وبدأت أيضاً stc في شراكة سنوية مع سباق جائزة السعودية الكبرى stc للفورمولا1 لتوفير البنية التحتية الرقمية، كذلك طرحت.
عام 2022 أنشأت stc شركة "SCCC" لتقديم خدمات الحوسبة السحابية في المملكة العربية السعودية (مشروع مشترك مع Alibaba Cloud)،
 وتم أيضا في نفس العام إنشاء شركة "center3" المتخصصة في استضافة مراكز البيانات للاتصالات الدولية والإقليمية، كذلك إنشاء شركة "iot squared" (مشروع مشترك مع صندوق الاستثمارات العامة)، كما تم دخول شركة "TAWAL"
 إلى السوق الباكستانية من خلال الاستحواذ على شركة "أول تيليكوم"، وقامت stc أيضاً بزيادة رأس مالها بنسبة 150% من خلال رسملة 30 مليار ريال سعودي من الأرباح المحتفظ بها، حيث تم منح (1.5) سهم مقابل كل (1) سهم يملكه المساهمون وقت الاستحقاق، وبالتالي زاد رأس مال stc من 20 مليار ريال سعودي إلى 50 مليار ريال سعودي، وتم الاعلان أيضاً عن تلقي عرض من صندوق الاستثمارات العامة للاستحواذ على 51% من أسهم شركة "TAWAL"، أيضاً الإعلان عن توقيع عرض مع "solutions" لبيع حصة stc البالغة 49% في شركة "CCC".

عام 2023، حافظت مجموعة stc على المرتبة الأولى كأعلى سمة تجارية قيمة في قطاع الاتصالات على مستوى منطقة الشرق الأوسط، وأنشأت stc صندوق الاستثمارات المؤسسية tali ventures للاستثمار بالمراحل المبكرة في الشركات الناشئة بمجال التقنية المالية، والأمن السيبراني، والألعاب الرقمية، وإنترنت الأشياء، والبلوك تشين، كما استحوذت stc على حصة 9.9% من شركة Telefonica، أيضاً استحوذت شركة "TAWAL" على أصول أبراج الاتصالات التابعة لشركة "United Group" في أوروبا، كذلك استحوذت شركة "iot squared" على 100% من شركة "Machinestalk"، كما استحوذت شركة "solutions" على 40% من شركة "ديفوتيم الشرق الأوسط" (Devoteam Middle East). أيضاً استحوذت شركة "center3" على شركة (CMC Networks) للتوسع في أفريقيا والشرق الأوسط، كما بلغت تغطية شبكة 5G خلال العام 2023م 50% من المساحة السكانية للمملكة العربية السعودية، وتم أيضاً توصيل أكثر من 3.2 مليون منزل بالألياف البصرية. وكذلك حصلت stc ولأول مره على تصنيف من قبل وكالة فيتش للتصنيف (Fitch Rating) حيث تم تصنيفها بدرجة A+ مع نظره مستقبلية مستقرة.
عام 2024م، حافظت مجموعة stc على مركزها كأعلى سمة تجارية قيمةً في قطاع الاتصالات على مستوى منطقة الشرق الأوسط للعام الرابع على التوالي، وفي المرتبة 149 ضمن قائمة أعلى 500 سمة تجارية قيمةً في العالم، وأقوى سمة تجارية في السعودية، وذلك وفقا لتقرير "براند فاينانس غلوبال 500 لعام 2024" للسمات التجارية الأقوى على مستوى العالم.

## مجلس إدارة الشركة
- الأمير صاحب السمو الملكي الأمير محمد الفيصل (رئيس مجلس إدارة) مجموعة إس تي سي[53][54][55]

أعضاء مجلس الإدارة
- الدكتورخالد بن حسين بن صالح بياري
- محمد بن طلال بن محمد النحاس
- يزيد بن عبد الرحمن الحميد
- رانيا نشار[55]
- سانجاي كابور
- أرندت راوتينبيرق
- سارة بنت جماز السحيمي[55]
- أحمد بن محمد العمران
- جميل بن عبد الله الملحم
- وليد بن إبراهيم شكري

كبار التنفيذيين
- عليان بن محمد الوتيد (الرئيس التنفيذي)
- أمين بن فهد الشدي المدير المالي

## قطاعات
تبنت الشركة إستراتيجية «تجرأ» التي تعمل على غرس الفكر الرقمي وتنمية القدرات الرقمية والتحليلية، والتوسع في محاور النمو المختارة من الخدمات الرقمية والأساسية، وتجديد تجربة العملاء، وتسريع الأداء.
الشرائح الرئيسية لعملاء الشركة، هي:
- خدمات قطاع الأفراد.
- خدمات القطاع السكني.
- خدمات قطاع الأعمال.
- قطاع النواقل والمشغلين.

## جوائز
وقد حققت الشركة مؤخرًا العديد من النجاحات والإنجازات، لعل من أبرزها:
- جائزة الملك عبد العزيز للجودة 2008م الممنوحة من الهيئة العربية السعودية للمواصفات والمقاييس.
- جائزة (الشفافية للشركات المساهمة السعودية) لعام 2008م الممنوحة من شركة BMG للاستشارات المالية.
- جائزة أفضل شركة اتصالات لعام 2008م الممنوحة من مجلة أريبيان بزنس.
- الحصول على تصنيف ائتماني بدرجة (A+) من وكالة ستاندرد أند بورز العالمية لخدمات التصنيف الائتماني).[56]
- الحصول على تصنيف ائتماني (A1) من وكالة موديز لخدمات التصنيف الائتماني.[56]
- الثامنة بين كبريات الشركات المقدمة لخدمة الهاتف الثابت عالميا.
- الثانية آسيويا من حيث القيمة السوقية.
- جائزة دبي لينكس | 2010.
- جائزة دعم القطاع الصحي بأحدث تقنيات الاتصال | 2010.
- جائزة التميز في المنتدى العالمي للاتصالات | 2010.
- جائزة سامينا لأفضل بنية هندسية | 2010.
- جائزة سيسكو العالمية للإبداع | 2011.
- جائزة مؤتمر TMT الدولي | 2011.
- جائزة التميز في توطين الوظائف | 2012.
- جائزة أفضل تطبيق أيفون | 2012.
- أفضل مشغل لخدمات الهاتف المحمول بالشرق الأوسط | 2012.
- أفضل مزود للخدمات المتنقلة على مستوى المملكة | 2012.
- جائزة أفضل مقدمي خدمات الاتصالات لمطارات الأسواق الناشئة للعام 2012.
- جائزة الإبداع لمشروع إدارة وتشغيل مركز أمن المعلومات 2013.
- جائزة أفضل تطبيق بلاك بيري 2013.
- جائزة التمييز للخدمات المقدمة للعملاء.
- جائزة المركز الأول والميدالية الذهبية ضمن فئة المراكز الكبرى للعناية بالعملاء وجائزة المركز الثاني والميدالية الفضية ضمن فئة خدمات التواصل الاجتماعي ذلك في المسابقة العالمية contact center world على مستوى أوروبا والشرق الأوسط وأفريقيا 2016.[57]
- stc تحصد الجائزة الكبرى Grand Prix في حفل توزيع جوائز لوريز العالمية 2016.[57]
- جائزة أفضل برنامج ولاء في آسيا 2016.[57]
- جائزة «رواد التسويق» كأفضل حملة إعلانية مؤثرة لـ«اليوم الرقمي» 2018.[57]
- stc تحصل على جائزة SpeedTest لأسرع إنترنت جوال في المملكة 2019.[57]
- stc تحصل على جائزة Speedtest® لأفضل تغطية لشبكة الهاتف المحمول 2019.[57]
- stc تفوز بجائزة أفضل تطبيق لبرنامج خبرات العملاء 2020.[57]
- فازت stc بجائزة Speedtest لأفضل تغطية لشبكة الجوال 2020.[57]
- فازت stc بجائزة Speedtest لأسرع 5G وإنترنت جوال 2020.[57]
- stc تحصل على جائزة المشغل البلاتيني لأفضل مقدمي الخدمات أداءً فيما يخص الألعاب الإلكترونية في المملكة خلال النصف الأول من عام 2021.[58]
- جائزة "وورلد فاينانس" لفئة "أفضل نظام لحوكمة الشركات" لعام 2022
- جائزة “أفضل مراكز البيانات في قطاع الاتصالات” في حفل توزيع جوائز الشرق الأوسط للتميز التقني 2022
- أفضل برنامج للمرأة والقيادة القوية" في حفل توزيع جوائز الأعمال المستقبلية 2023
- جائزة "أفضل استراتيجية لإشراك الموظفين وإشراكهم" من جوائز أماكن العمل المستقبلية لعام 2023
- جائزة "أفضل استراتيجية لتحليلات الموارد البشرية" في حفل توزيع جوائز أماكن العمل المستقبلية لعام 2023
- جائزة "أفضل حملة تسويقية على وسائل التواصل الاجتماعي" خلال مؤتمر السعات الأوروبي" 2023
- جائزة "مشروع العام" خلال مؤتمر القدرات الأوروبية 2023
- جائزة فوربس للاستدامة 2023
- جائزة أفضل استشارات للموارد البشرية/الموارد البشرية والتطوير التنظيمي في حفل توزيع جوائز الشرق الأوسط للموارد البشرية لعام 2023 من CIPD
- جائزة أفضل برنامج لتطوير قادة الموارد البشرية ضمن جوائز الشرق الأوسط للموارد البشرية لعام 2023 من CIPD

## الشركات التابعة لمجموعة إس تي سي
الشركات التابعة:
| اسم الشركة التابعة                                       | نسبة الملكية | النشاط الرئيسي | مكان العمليات                                                        | مكان التأسيس         |
| -------------------------------------------------------- | ------------ | --- | -------------------------------------------------------------------- | -------------------- |
| شركة قنوات الاتصالات السعودية (Channels)                 | 100%         | تجارة الجملة والتجزئة في خدمات بطاقات الشحن، وأجهزة ومعدات الاتصالات، وخدمات الحاسب الآلي، وبيع وإعادة بيع كافة خدمات الاتصالات الثابتة والمتنقلة، وصيانة وتشغيل المجمعات التجارية | السعودية                                                             | السعودية             |
| الشركة العربية لخدمات الإنترنت والاتصالات (solutions)    | 80.00%       | خدمات الإنترنت، وتشغيل مشاريع الاتصالات، ونقل ومعالجة المعلومات | البحرين                                                              | البحرين              |
| شركة أبراج الاتصالات (TAWAL)                             | 100.00%      | امتلاك وتشييد وتشغيل وتأجير وتسويق واستثمارأبراج الاتصالات | السعودية                                                             | السعودية             |
| شركة المدفوعات الرقمية السعودية (stc Bank)               | 85.00%       | تقديم خدمات المدفوعات الرقمية | الكويت                                                               | الكويت               |
| شركة عقالات المحدودة (Aqalat)                            | 100.00%      | إقامة وامتلاك واستثمار وإدارة العقار والمقاولات وتقديم الخدمات الاستشارية وخدمات الاستيراد والتصدير لصالح مجموعة stc.                                                              | السعودية                                                             | السعودية             |
| شركة الاتصالات العامة (specialized)                      | 100.00%      | الأعمال الكهربائية، وشبكات الاتصالات، وتجارة الجملة والتجزئة في أجهزة الاتصالات السلكية، والأجهزة الكهربائية،                                                                      | السعودية                                                             | السعودية             |
| الشركة المتقدمة للتقنية والأمن السيبراني (sirar)         | 100.00%      | خدمات وحلول الأمن السيبراني المتقدمة | السعودية                                                             | السعودية             |
| شركة انترنت الأشياء لتقنية المعلومات (IoT squared)       | 50.00%       | خدمات انترنت الأشياء | السعودية                                                             | السعودية             |
| شركة المراكز الرقمية للبيانات والاتصالات (center3)       | 100.00%      | تقديم تقنيات البيانات الضخمة وتحليل البيانات وخدمات الحوسبة السحابية | السعودية                                                             | السعودية             |
| شركة الخليج النموذجية للإعلام الرقمي المحدودة (integral) | 100.00%      | تقديم خدمات البث والإنتاج الإعلامي | لمملكة العربية السعودية، دولة الكويت، مملكة البحرين، مصر، سلطنة عمان | السعودية             |
| شركة الحوسبة السحابية العامة لتقنية SCCC                 | 55.00%       | بناء وتقديم وإدارة الخدمات السحابية | السعودية                                                             | السعودية             |
| شركة stc البحرين (stc Bahrain)                           | 100.00%      | تقديم كافة خدمات الاتصالات المتنقلة والاتصالات الدولية والنطاق العريض والخدمات الأُخرى ذات الصلة بالسوق البحريني                                                                    | البحرين                                                              | البحرين              |
| شركة الاتصالات الكويتية (stc Kuwait)                     | 51.80%       | خدمات الهاتف النقال في السوق الكويتي | الكويت                                                               | الكويت               |
| شركة الاتصالات للاستثمار التجاري المحدودة (TCIC)         | 100.00%      | تشغيل وصيانة شبكات الاتصالات وأعمال تنظيم شبكات الحاسب الآلي وشبكات الإنترنت وصيانة وتشغيل وتركيب نظم وبرامج الاتصالات وتقنية المعلومات في السوق السعودي                           | السعودية                                                             | السعودية             |
| شركة المنطقة الذكية للعقار                               | 100.00%      | تطوير وتمويل وإدارة المشاريع العقارية وإقامة المرافق والمجمعات والمباني التجارية والمكتبية والسكنية                                                                                | السعودية                                                             | السعودية             |
| شركة صندوق الابتكار للاستثمار                            | 100.00%      | تقديم الخدمات الإدارية وخدمات دعم المعلومات والاتصالات | السعودية                                                             | السعودية             |
| شركة البنى الرقمية للاستثمار                             | 100.00%      | تقديم الخدمات والدعم اللازم بشأن الأنشطة الاستثمارية الخاصة بالمجموعة. | السعودية                                                             | السعودية             |
| شركة stc الخليج للاستثمار القابضة (stc Gulf)             | 100.00%      | تقديم الخدمات والدعم اللازمين فيما يتعلق بالأنشطة الاستثمارية لمجموعة stc | مملكة البحرين                                                        | مملكة البحرين        |
| شركة stc الخليج لنظم الكابلات                            | 100.00%      | بيع وتركيب معدات الاتصالات وتشييد مشاريع المنافع الخاصة | مملكة البحرين                                                        | مملكة البحرين        |
| شركة جرين بريدج انفستمنت                                 | 100.00%      | تقديم الخدمات والدعم اللازمين فيما يتعلق بالأنشطة الاستثمارية لمجموعة | لوكسمبورغ                                                            | لوكسمبورغ            |
| شركة جرين بريدج مانجمنت                                  | 100.00%      | تقديم الخدمات والدعم اللازمين فيما يتعلق بالأنشطة الاستثمارية لمجموعة stc | لوكسمبورغ                                                            | لوكسمبورغ            |
| شركة stc آسيا القابضة المحدودة (stc Asia)                | 100.00%      | تقديم الخدمات والدعم اللازمين فيما يتعلق بالأنشطة الاستثمارية لمجموعة stc | جزر فيرجن البريطانية                                                 | جزر فيرجن البريطانية |
| شركة stc تركيا القابضة المحدودة (stc Turkey)             | 100.00%      | تقديم الخدمات والدعم اللازمين فيما يتعلق بالأنشطة الاستثمارية لمجموعة stc | جزر فيرجن البريطانية                                                 | جزر فيرجن البريطانية |

### الشركات الزميلة
| اسم الشركة الزميلة                             | بلد التأسيس              | المساهمة بالنسبة المئوية | المساهمة بالنسبة المئوية |
| اسم الشركة الزميلة                             | بلد التأسيس              | 31 ديسمبر 2019           | 31 ديسمبر 2020           |
| ---------------------------------------------- | ------------------------ | ------------------------ | ------------------------ |
| المؤسسة العربية للاتصالات الفضائية ("عرب سات") | المملكة العربية السعودية | 36.66%                   | 36.66%                   |
| اتحاد فيرجن موبايل السعودية ("VMSC")           | المملكة العربية السعودية | 10%                      | 10%                      |
| شركة أوجيه للاتصالات المحدودة ("OTL")          | الإمارات العربية المتحدة | 35%                      | 35%                      |

## الشعار
- بداية الشركة.
- شعار الشركة خلال فترة دخول سوق الاسهم.
- شعار الشركة من 2008 حتى 2019.
- شعار الشركة من 2019 حتى الان.

## وصلات خارجية
- الموقع الرسمي